# Paradoris liturata
Paradoris liturata is een slakkensoort uit de familie van de Discodorididae. De wetenschappelijke naam van de soort is voor het eerst geldig gepubliceerd in 1905 door Bergh.